# الكسندر أتكينسون لورانس جونيور
الكسندر أتكينسون لورانس جونيور (بالإنجليزية: Alexander Atkinson Lawrence, Jr.)‏ هو قاضي ومحامي أمريكي، ولد في 28 ديسمبر 1906 في سافانا في الولايات المتحدة، وتوفي في 20 أغسطس 1979.